# West Riding County Amateur Football League
De West Riding County Amateur Football League is een Engelse regionale voetbalcompetitie. Er zijn 3 divisies en de hoogste divisie bevindt zich op het 11de niveau in de Engelse voetbalpiramide. De kampioen kan promoveren naar de Northern Counties East League. Er zijn ook nog 2 reserveafdelingen alhoewel ook vele reserveteams in de Division Two spelen.

## Kampioenen 2005/06
- Premier Division - Bay Athletic
- Division One - Hall Green United
- Division Two - Meltham Athletic